# Licancabur
A Licancabur egy rétegvulkán az Andokban, Chile és Bolívia határán (maga a hegycsúcs Chilében van, az országhatár tőle mindössze 1 km-re keletre van), Laguna Verde közelében, attól 5 km-re délnyugatra. Utolsó kitörése a holocénben volt.
A kráterében egy 70×90 m-es tó van, amely valószínűleg a legmagasabban fekvő tó a világon. Számos plankton él benne az akár -30 °C-ig is süllyedő levegőhőmérséklet ellenére.
Itt mérték 2003. december 29-én a valaha ismert legerősebb UV sugárzást Földünkön. (43,3 UV index)

## Külső hivatkozások
- Smithsonian, Global Volcanism Program, Licancabur Archiválva 2008. május 12-i dátummal a Wayback Machine-ben
- Licancabur, 2003 Archiválva 2012. július 17-i dátummal a Wayback Machine-ben
- NASA Licancabur expedíció A Föld legmagasabban fekvő tavának vizsgálata